# Benny Cristo
Ben Cristóvão, més conegut com a Benny Cristo (Plzeň, 8 de juny del 1987), és un cantant txec. La seva mare és txeca i el seu pare angolès. Va començar la seva carrera musical el 2009 amb la participació en la caça de talent Superstar, on va acabar en la final. L'any següent va publicar el seu primer àlbum. A principis del 2020 va guanyar la preselecció txeca del Festival de la Cançó d'Eurovisió. Així, hauria representat la República Txeca al Festival de la Cançó d'Eurovisió 2020, que s'hauria celebrat a la ciutat neerlandesa de Rotterdam en cas de no haver sigut cancel·lat per la pandèmia per coronavirus de 2019-2020, amb la cançó Kemama. Per això, la televisió pública txeca el va seleccionar internament per a representar el país al Festival d'Eurovisió 2021 amb el tema Omaga.